# Шанван ле Мулен
Шанван ле Мулен (фр. Champvans-les-Moulins) насеље је и општина у источној Француској у региону Франш-Конте, у департману Ду која припада префектури Безансон.
По подацима из 2011. године у општини је живело 352 становника, а густина насељености је износила 139,68 становника/km². Општина се простире на површини од 2,52 km². Налази се на средњој надморској висини од 252 метара (максималној 307 m, а минималној 226 m).

## Демографија
| 1962. | 1968. | 1975. | 1982. | 1990. | 1999. | 2011. |
| ----- | ----- | ----- | ----- | ----- | ----- | ----- |
| 49    | 88    | 178   | 212   | 237   | 232   | 352   |

График промене броја становника у току последњих година